# Hoyos del Espino
Hoyos del Espino é um município da Espanha na província de Ávila, comunidade autónoma de Castela e Leão, de área 52 km² com população de 459 habitantes (2007) e densidade populacional de 8,48 hab/km².
Encontra-se a 1484 metros de altitude e tem uma zona de acesso à Plataforma de Gredos, um dos pontos preferidos pelos montanheiros para fazer rotas de maior ou menor dificuldade. No inverno, pode desfrutar-se da paisagem nevada e no verão, banhar-se nas suas piscinas naturais.
Localiza-se aqui a Casa do Parque- Pinos Cimeros, o Centro de Interpretação da Natureza da vertente norte de Gredos.. 

## Localização
Localiza-se no sul da província de Ávila ao norte da Sierra de Gredos.
| Noroeste: Hoyos del Collado   | Norte: San Martín de la Vega del Alberche | Nordeste: San Martín de la Vega del Alberche |
| Oeste: Hoyos del Collado      |                                           | Este: Navarredonda de Gredos                 |
| Sudoeste: Arenas de San Pedro | Sul: Guisando                             | Sudeste: El Hornillo                         |

## Demografia
| Variação demográfica do município entre 1991 e 2004 | Variação demográfica do município entre 1991 e 2004 | Variação demográfica do município entre 1991 e 2004 | Variação demográfica do município entre 1991 e 2004 |
| --------------------------------------------------- | --------------------------------------------------- | --------------------------------------------------- | --------------------------------------------------- |
| 1991                                                | 1996                                                | 2001                                                | 2004                                                |
| 389                                                 | 400                                                 | 430                                                 | 451                                                 |